# Aystree
Aystree ist eine Villa in der schottischen Stadt Dundee in der gleichnamigen Council Area. 1984 wurde das Bauwerk in die schottischen Denkmallisten in der höchsten Denkmalkategorie A aufgenommen. Des Weiteren bildet es mit der zugehörigen Remise und der Lodge ein Denkmalensemble der Kategorie A.

## Geschichte
Es war Lt. Colonel T. H. Smith, welcher die Villa in Auftrag gab. Den Entwurf für das 1903 fertiggestellte Gebäude signierten die schottischen Architekten Charles Ower und Charles G. Soutar. Anhand stilistischer Details wird Aystree jedoch Soutar zugeschrieben. Zwischenzeitlich wurde die Villa in mehrere Wohneinheiten unterteilt. Die Lodge wurde aus dem Anwesen herausgelöst und gehört einem anderen Eigentümer.

## Beschreibung
Aystree steht abseits der Victoria Road im Ostteil von Dundee. Mit Red Court und Beachtower befinden sich zwei weitere denkmalgeschützte Villen in der Umgebung. Die längliche, zweistöckige Villa ist im Stile der Arts-and-Crafts-Bewegung ausgestaltet, zeigt jedoch auch Motive des Jugendstils. Das Mauerwerk aus grob behauenem Bruchstein ist bossiert. Mehrere der Giebel sind holzverkleidet oder mit Harl verputzt. An der Ostseite schließt sich ein großer Wintergarten an. Die Walmdächer sind mit rotem Ziegel eingedeckt. Der Jugendstil- und Arts-and-Crafts-Elemente vereinigende Innenraum ist weitgehend im ursprünglichen Zustand erhalten.